# Lamponova wau
Lamponova wau is een spinnensoort uit de familie Lamponidae. De soort komt voor in Nieuw-Guinea, New South Wales en Victoria.